# Mongoloraphidia alaica
Mongoloraphidia alaica is een kameelhalsvliegensoort uit de familie van de Raphidiidae. De soort komt voor in Kirgizië.
Mongoloraphidia alaica werd voor het eerst wetenschappelijk beschreven door H. Aspöck et al. in 1997.